# Ристретто

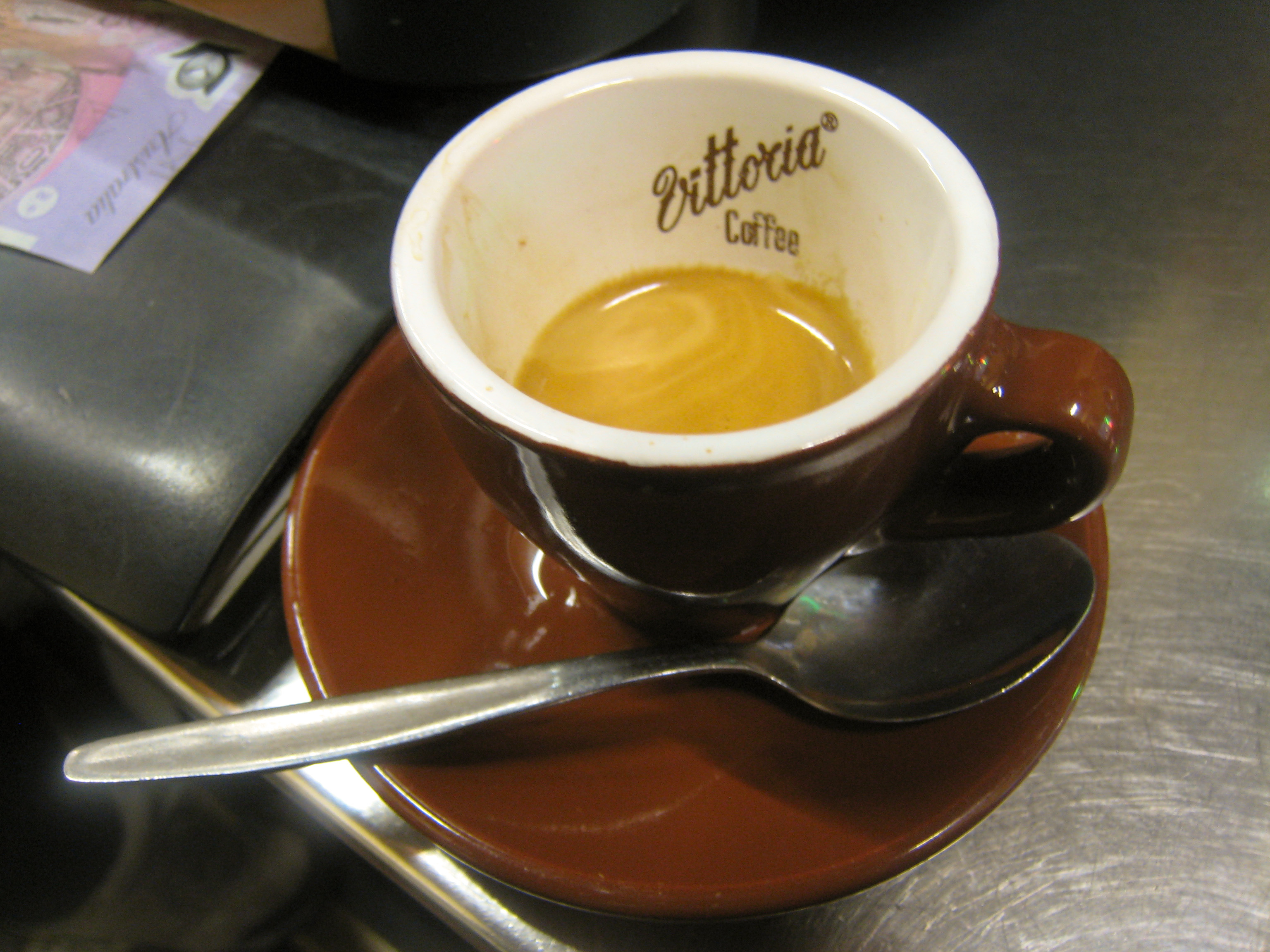
Ристре́тто

Ристре́тто (итал. caffè ristretto — крепкий кофе), также иногда называемый корто (corto) или шот (shot) — кофе эспрессо, приготавливаемый из обычной порции молотого кофе (7—9 г), но с уменьшенным количеством воды — 15—20 мл против обычных 25—30 мл.
Согласно традиции, при подаче ристретто также подаётся стакан с холодной питьевой водой. Такой своеобразный ритуал преследует две цели: во-первых, это предотвращает обезвоживание организма; во-вторых, вода помогает очищать вкусовые рецепторы, благодаря чему каждый новый глоток воспринимается как первый.
Распространено ошибочное мнение, что в чашке ристретто содержится слишком большая порция кофеина, но на самом деле это не более чем миф. В действительности на протяжении первых 15 секунд экстракции кофе в ристретто попадают кофейные эфирные масла, которые и образуют столь яркий вкус и аромат кофе, в то время как непосредственно кофеин активно выделяется гораздо позже. Фактически, в обычной чашке ристретто количественное содержание кофеина ниже, чем в порции эспрессо.
Ристретто является самым популярным напитком в Италии. В этот напиток нельзя добавлять сахар или заказывать десерт, поскольку это считается дурным тоном. Ведь главный смысл ристретто — прочувствовать вкус и аромат напитка.